# بنيامين هوبنر
بنيامين هوبنر (بالألمانية: Benjamin Hübner)‏ (4 يوليو 1989 فيسبادن ألمانيا - ) هو لاعب كرة قدم ألماني.

## روابط خارجية
- بنيامين هوبنر على موقع الاتحاد الأوربي (الإنجليزية)
- بنيامين هوبنر على موقع قاعدة بيانات كرة القدم.إي يو (الإنجليزية)
- بنيامين هوبنر على موقع بيانات كرة القدم. دي إي (الألمانية)
- بنيامين هوبنر على موقع Soccerway.com (الإنجليزية)
- بنيامين هوبنر على موقع عالم كرة القدم.نت (الإنجليزية)
- بنيامين هوبنر على موقع AS.com (الإسبانية)